# Jacqueline Eustache-Brinio
Pour les articles homonymes, voir Eustache.
Jacqueline Eustache-Brinio, née le 5 septembre 1956 à Houilles (Seine-et-Oise), est une femme politique française. Elle est sénatrice du Val-d'Oise depuis le 24 septembre 2017.

## Biographie

### Parcours personnel et débuts en politique
Ainée d'une fratrie de 3 enfants, elle emménage avec sa famille à Saint-Gratien en 1966, elle a alors 10 ans. La famille s'installe aux Raguenets et compte parmi les premiers habitants du quartier, construit à partir de 1965.

### Parcours politiques

#### Maire de Saint-Gratien
Jacqueline Eustache-Brinio commence sa carrière politique en mars 1983, à l'âge de 26 ans, lorsqu'elle devient adjointe au maire chargée des affaires sociales, logement et politique de la ville dans la municipalité de François Scellier,.
Elle devient maire de Saint-Gratien en 2001, succédant à François Scellier, devenu député.
Aux élections municipales de 2008, la liste qu'elle conduit recueille 66,44 % des voix au premier tour. Elle est alors réélue maire de Saint-Gratien.
En 2010, elle s'emploie à lutter contre l'installation de 70 réfugiés majoritairement originaires de Tchétchénie et du Kosovo. Elle demande aux employés de la mairie de refuser l'inscription de la trentaine d'enfants à l'école municipale, une demande illégale qui est levée par la FCPE et l'opposition municipale, puis décide de leur interdire la cantine, l’étude scolaire et les services sociaux. Elle tente par ailleurs à partir de 2011 d’empêcher la transformation d'un pavillon en lieu de culte pour les musulmans. À trois reprises, la ville est condamnée pour « atteinte grave aux libertés fondamentales de réunion et de culte ».
En 2011, le sénateur Hugues Portelli lui propose d'être candidate sur sa liste lors des sénatoriales mais l’UMP du Val d’Oise présente deux listes dissidentes, avec deux hommes à leurs têtes. Elle figure en 2e position sur la liste de la majorité présidentielle mais elle n'est pas élue. Aux élections législatives de 2012, elle est suppléante de Luc Strehaiano, maire de Soisy-sous-Montmorency, dont la candidature avait obtenu l'investiture du parti. L'UMP la transfère finalement à la liste de François Scellier, qui remporte l'élection.
Lors des élections municipales de 2014, la liste qu'elle conduit recueille 70,93 % des voix au premier tour. Elle est alors réélue maire de Saint-Gratien pour un troisième mandat. Julien Bachard lui succède en tant que vice-président de la communauté d'agglomération Plaine Vallée délégué à l'habitat et à l'aménagement du territoire,.
Elle est populaire dans le centre-ville et auprès des personnes âgées qui y vivent, la commune comptant, en 2016, 24 % de retraités contre 16,4 % en moyenne en Île-de-France. D'après StreetPress, elle se mobilise en revanche peu pour les quartiers populaires de la ville, où la qualité de vie se dégrade. Plusieurs commerces ferment et la population n'a plus qu'un accès restreint aux services de base, avec un médecin-traitant pour 2 000 habitants dans le quartier des Raguenets. Le bureau de poste est fermé et l’unique distributeur est le plus souvent en panne.

#### Sénatrice du Val-d'Oise
Le 24 septembre 2017, elle est élue sénatrice du Val-d'Oise,,,. À la suite de cette élection, elle démissionne de son mandat au conseil régional d'Île-de-France. Julien Bachard lui succède à la tête de la municipalité en octobre 2017,,,. Elle participe à interdire la manifestation de soutien au tueur de la préfecture de police de Paris, à Gonesse.
En 2018, elle fait ouvrir, dans le quartier des Raguenets, un local, nommé « Citoyennes de la République ». Lieu de partage et rencontre, il est destiné à défendre l'égalité femmes-hommes dans l'espace public.
Durant les émeutes consécutives à la mort de Nahel Merzouk en juin 2023, elle affirme au Sénat que la majorité des émeutiers étaient issus de l'immigration, et que même si la majorité d'entre eux possède la nationalité française, cela « ne veut plus rien dire aujourd’hui »,.

### Engagements politiques

#### Lutte contre la délinquance
Un soir de mars 2009, elle est victime d'une agression au quartier des Raguenets. Après avoir assisté à une pièce de théâtre donnée par les jeunes du quartier au centre culturel Camille Claudel, elle se rend voir sa mère qui réside encore aux Raguenets. Un homme l'attaque alors par derrière en lui assenant une manchette dans le cou qui la projette au sol,,. Selon Jacqueline Eustache-Brinio, c'est « l'élue qui était visée » pour sa « politique de lutte contre la délinquance ». Elle s'était alors engagée depuis plusieurs mois à empêcher des trafiquants de drogue de « s'approprier le territoire ». Deux ans plus tard, son agresseur est condamné à 15 mois de prison ferme.

#### Engagement en faveur des droits du peuple tibétain
En tant que maire, elle se positionne pour la défense de la cause tibétaine. Elle créée ainsi une association,Tibet Libre, et affiche son soutien au peuple tibétain notamment lors des JO de Pékin en 2008, où le drapeau tibétain flotte sur la mairie.

#### Lutte en faveur de la laïcité et contre le «séparatisme» et la radicalisation
En tant que sénatrice, Jacqueline Eustache-Brinio s’est distinguée par son engagement ferme en faveur de la laïcité et dans la lutte contre la radicalisation islamiste en France.
En juin 2023, la sénatrice a exprimé ses préoccupations concernant la montée du port de l’abaya dans les établissements scolaires, y voyant une tentative de contournement de la loi de 2004 sur la laïcité. Elle a interrogé le gouvernement sur sa position face à ce qu’elle considère comme une « offensive islamiste », soulignant l’importance d’une application stricte des principes laïques dans le système éducatif.
En octobre 2024, Jacqueline Eustache-Brinio a soutenu la proposition de créer une nouvelle incrimination pénale spécifique pour lutter contre l’islam politique. Elle a mis en évidence la nécessité de reconnaître et de combattre l’influence croissante de l’islamisme politique en France, affirmant que « tout le monde est dans le déni depuis plus de 20 ans » concernant cette menace.

#### Législation sur la transidentité
Lors de ses mandats de sénatrice, elle est notamment active pour légiférer sur le statut des personnes transgenres, en particulier mineures, et plusieurs de ses prises de position suscitent la controverse.
En 2021, lors de l'examen de la loi visant à interdire les thérapies de conversion, elle porte divers amendements visant à supprimer la notion d'identité de genre du texte (le rendant inapplicable aux personnes transgenres), ainsi qu'à interdire les bloqueurs de puberté et les opérations de chirurgie de réattribution sexuelle pour les mineurs,. Ces amendements seront rejetés.
En 2023, elle prend la tête d'un groupe de travail au Sénat sur la « transidentification des mineurs » reprenant ces sujets. Ce groupe de travail rédige un rapport publié en mars 2024 par le groupe Les Républicains reprenant la plupart de ses amendements de 2023 comme préconisations et dénonçant le wokisme. Au média Les Jours, elle assume son positionnement anti-transidentité au nom de la protection de l'enfance, affirmant que « quand on arrive sur Terre, sincèrement, on est homme ou femme, point barre ». Ce rapport est critiqué pour ne s'être adressé qu'à des sources à tendance transphobe pour sa rédaction.
En mars 2024, en succession à ce rapport, elle dépose au Sénat une proposition de loi sur la « prise en charge des mineurs en questionnement de genre », prévoyant pour eux l'interdiction des traitements hormonaux et des opérations de réattribution sexuelle et l'encadrement strict de l'accès aux bloqueurs de puberté. Le texte est adopté en mai 2024 par la majorité de droite et les voix du groupe centriste, mais opposé par la gauche et la majorité présidentielle,.

#### Lutte contre l'immigration
En 2025, elle propose une loi visant à augmenter à deux cent dix jours la durée maximale de la rétention administrative,.

## Décoration
- Chevalière de la Légion d'honneur, promotion du 14 juillet 2006[46]. M. Azouz Begag, Ministre délégué à la Promotion de l’égalité des chances, lui remet sa décoration le 5 septembre 2006 à Saint-Gratien[47].